# Río Santa Lucía (Peru)
Der Río Santa Lucía ist ein etwa 130 km langer Zufluss des Pazifischen Ozeans im Südwesten von Peru in den Regionen Ayacucho, Ica und Arequipa.

## Flusslauf
Der Río Santa Lucía entspringt in der peruanischen Westkordillere auf einer Höhe von etwa 4020 m im Norden des Distrikts Santa Lucía in der Provinz Lucanas. Er fließt anfangs 30 km in südwestlicher Richtung durch das Bergland. Bei Flusskilometer 100 passiert er die am linken Flussufer gelegene Ortschaft Santa Lucía. Danach fließt der Río Santa Lucía in Richtung Westsüdwest. Bei Flusskilometer 83 mündet die Quebrada Carrizal von rechts in den Río Santa Lucía. Anschließend verlässt dieser das Bergland und durchquert die Küstenwüste. Zwischen den Flusskilometern 81 und 68 bildet er die Grenze zwischen den Provinzen Palpa (rechts) und Lucanas (links), anschließend bis Flusskilometer 56 die Grenze zwischen der Provinz Palpa (rechts) und der Provinz Caravelí (links). Im Unterlauf wendet sich der Río Santa Lucía nach Süden. Er bildet nun die Grenze zwischen den Distrikten Lomas (rechts) und Bella Unión (links). Die Nationalstraße 1S (Panamericana) verläuft westlich des Flusslaufs und kreuzt diesen schließlich 7 km vor dessen Mündung ins Meer. Die Mündung des Río Santa Lucía befindet sich 1,5 km östlich der Ortschaft Lomas. Im Mittel- und Unterlauf führt der Río Santa Lucía sehr wenig Wasser und fällt zeitweise trocken.

## Einzugsgebiet
Das Einzugsgebiet des Río Santa Lucía umfasst eine Fläche von etwa 1240 km². Es grenzt im Westen und im Nordwesten an das Einzugsgebiet des Río Grande sowie im Osten an das des Río Acarí. Die Quellregion des Río Santa Lucía befindet sich in der Reserva Nacional Pampa Galeras Bárbara d’Achille.